# Разсолкови къщи
Разсолковите къщи са две жилищно-търговски сгради на улица „Солунска“ №25–37 в София, създадени за известната фамилия Разсолкови. Построява ги Васил Разсолков, родом от Дупница, просветен деец и общественик.
Ансамбълът е изграден в 1914 година по проект на архитект Кирил Маричков. Стилът е сецесион с известно бароково влияние. Фронтоните над еркерите по цялата височина на фасадите са декорирани с пластики от гирлянди и растителни елементи, влияние на барока.
Васил Разсолков разпределя двете къщи между потомците си, като при това ги задължава да се споразумяват помежду си за всяка, дори малка промяна по екстериора, напр. при боядисване на рамките на прозорците.
Един етаж е принадлежал на сина му д-р Борис Разсолков, известен кардиолог, лекувал както цар Борис III, така и много хора от София и провинцията в течение на десетилетия, до смъртта си през 1980 година.
При англо-американските бомбардировки над София през 1944 година бомба пада през покрива на едната къща, но  по случайност не избухва и не разрушава дори носещите стени на конструкцията.
След Деветосептемврийския преврат в къщите са настанени външни хора. След падането на тоталитарния режим са реституирани.